# ART3
ART3 (англ. ADP-ribosyltransferase 3) – білок, який кодується однойменним геном, розташованим у людей на короткому плечі 4-ї хромосоми. Довжина поліпептидного ланцюга білка становить 389 амінокислот, а молекулярна маса — 43 923.
| 10         |  | 20         |  | 30         |  | 40         |  | 50         |
| ---------- |  | ---------- |  | ---------- |  | ---------- |  | ---------- |
| MKTGHFEIVT |  | MLLATMILVD |  | IFQVKAEVLD |  | MADNAFDDEY |  | LKCTDRMEIK |
| YVPQLLKEEK |  | ASHQQLDTVW |  | ENAKAKWAAR |  | KTQIFLPMNF |  | KDNHGIALMA |
| YISEAQEQTP |  | FYHLFSEAVK |  | MAGQSREDYI |  | YGFQFKAFHF |  | YLTRALQLLR |
| KPCEASSKTV |  | VYRTSQGTSF |  | TFGGLNQARF |  | GHFTLAYSAK |  | PQAANDQLTV |
| LSIYTCLGVD |  | IENFLDKESE |  | RITLIPLNEV |  | FQVSQEGAGN |  | NLILQSINKT |
| CSHYECAFLG |  | GLKTENCIEN |  | LEYFQPIYVY |  | NPGEKNQKLE |  | DHSEKNWKLE |
| DHGEKNQKLE |  | DHGVKILEPT |  | QIPGMKIPEP |  | FPLPEDKSQG |  | NINNPTPGPV |
| PVPGPKSHPS |  | ASSGKLLLPQ |  | FGMVIILISV |  | SAINLFVAL  |  |            |

A: Аланін

C: Цистеїн

D: Аспарагінова кислота

E: Глутамінова кислота

F: Фенілаланін

G: Гліцин

H: Гістидин

I: Ізолейцин

K: Лізин

L: Лейцин

M: Метіонін

N: Аспарагін

P: Пролін

Q: Глутамін

R: Аргінін

S: Серин

T: Треонін

V: Валін

W: Триптофан

Кодований геном білок за функціями належить до трансфераз, глікозилтрансфераз. 
Задіяний у таких біологічних процесах як поліморфізм, альтернативний сплайсинг. 
Білок має сайт для зв'язування з НАД, НАДФ. 
Локалізований у клітинній мембрані, мембрані.